# Numerical Methods for Partial Differential Equations
Numerical Methods for Partial Differential Equations is een internationaal, aan collegiale toetsing onderworpen wetenschappelijk tijdschrift op het gebied van de toegepaste wiskunde.
De naam wordt in literatuurverwijzingen meestal afgekort tot Numer. Meth. Part. Differ. Equat.
Het wordt uitgegeven door John Wiley and Sons en verschijnt tweemaandelijks.
Het eerste nummer verscheen in 1985.